# Cirujales del Río
Cirujales del Río è un comune spagnolo di 39 abitanti situato nella comunità autonoma di Castiglia e León.